# Без изход (2003)
Без изход (на английски: No Way Out) е петото годишно pay-per-view събитие от поредицата Без изход, продуцирано от Световната федерация по кеч (WWE). Събитието се провежда на 23 февруари 2003 г. в Монреал, Квебек, Канада.

## Обща информация
Главен мач за Разбиване е реванш от Кечмания 18 между Хълк Хоган и Скалата, който Скалата печели. Главният мач от Първична сила е мач за Световната титла в тежка категория между Трите Хикса и Скот Стайнър, който Трите Хикса печели чрез туш, след като удря Стайнър с титлата. Основният мач на ъндъркарда от Първична сила е Ледения Стив Остин и Ерик Бишоф, които Остин печели след три поредни Зашеметителя. От Разбиване е отборен мач от шест човека между Отбор Енгъл (Кърт Енгъл, Чарли Хаас и Шелтън Бенджамин) и отбора на Брок Леснар, Острието и Крис Беноа, където Острието не може да участва в мача поради контузия. Мачът обаче е спечелен от Леснар и Беноа.
Това е първото PPV в Монреал след скандалните Серии Оцеляване през 1997 г.

## Резултати
| №                                         | Резултати | Правила                                                  | Време |
| ----------------------------------------- | --- | -------------------------------------------------------- | ----- |
| 1                                         | Крис Джерико побеждава Джеф Харди чрез предаване                                                                    | Индивидуален мач                                         | 12:59 |
| 2                                         | Ланс Сторм и Уилям Ригъл (ш) поб. Кейн и Роб Ван Дам                                                                | Отборен мач за Световните отборни титли                  | 9:20  |
| 3                                         | Мат Харди (с Шанън Мур) поб. Били Кидман (ш)                                                                        | Индивидуален мач за Титлата в полутежка категория на WWE | 9:31  |
| 4                                         | Гробаря поб. Грамадата (с Пол Хеймън) чрез техническо предаване                                                     | Индивидуален мач                                         | 14:08 |
| 5                                         | Брок Леснар и Крис Беноа поб. Отбор Енгъл (Кърт Енгъл, Чарли Хаас и Шелтън Бенджамин) (с Пол Хеймън) чрез предаване | Хандикап мач                                             | 13:19 |
| 6                                         | Трите Хикса (ш) (с Рик Флеър) поб. Скот Стайнър                                                                     | Индивидуален мач за Световната титла в тежка категория   | 13:01 |
| 7                                         | Ледения Стив Остин поб. Ерик Бишоф                                                                                  | Индивидуален мач                                         | 4:26  |
| 8                                         | Скалата поб. Хълк Хоган                                                                                             | Индивидуален мач                                         | 12:20 |
| - (ш) – указва шампиона/шампионите в мача | |                                                          |       |